# Dynamicweb
Dynamicwebは、マイクロソフトの.NET Frameworkを用いたウェブサイトコンテンツを管理するためのCMSアプリケーション。ASPスタイルを用いて、独自サーバを持たない場合にも手軽にCMSのウェブサイトを始めることができる。デンマークで開発され、充実したモジュールと使いやすいインターフェイスが特徴で、現在もモジュールの構築が進んでいる。